# (1543) Bourgeois
(1543) Bourgeois – planetoida z grupy pasa głównego asteroid okrążająca Słońce w ciągu 4 lat i 98 dni w średniej odległości 2,63 au. Została odkryta 21 września 1941 w Observatoire Royal de Belgique w Uccle przez Eugène’a Delporte. Nazwa planetoidy pochodzi od Paula Bourgeoisa (1898–1974), belgijskiego astronoma. Przed nadaniem nazwy planetoida nosiła oznaczenie tymczasowe (1543) 1941 SJ.